# Castelguglielmo
Castelguglielmo là một đô thị ở tỉnh Rovigo ở vùng Veneto của Ý, có khoảng cách khoảng 80 km về phía tây nam của Venezia và khoảng 20 km về phía tây nam của Rovigo. Tại thời điểm ngày 31 tháng 12 năm 2004, đô thị này có dân số 1.730 người và diện tích là 22,1 km².
Đô thị Castelguglielmo có các frazioni (các đơn vị cấp dưới, chủ yếu là các làng) Bressane, Canda, Franceschetta, Le Basse, Precona, và Presciane.
Castelguglielmo giáp các đô thị: Bagnolo di Po, Canda, Fiesso Umbertiano, Lendinara, Pincara, San Bellino, Stienta.